# Циннаризин
Циннаризи́н (лат. Cinnarizinum) — лекарственное средство, производное дифенилпиперазина. По структуре боковой цепи имеет некоторое сходство с урапидилом. Впервые был синтезирован в лабораториях бельгийской фармакологической корпорации  «Janssen Pharmaceutica» в 1955 г.
Циннаризин был введен в медицинский оборот в 1962 году как антигистаминное и сосудорасширяющее средство и предназначался для лечения нарушений кровообращения и различных расстройств лабиринтного происхождения. Однако в поздних исследованиях его эффективность не была убедительно доказана. С учётом этого, принимая во внимание способность циннаризина вызывать экстрапирамидные расстройства (паркинсонизм, дистонию, тремор, хорею и т. п.), лекарства, содержащие циннаризин, больше не рекомендуется применять для лечения нарушений мозгового и периферического кровообращения, включая потерю памяти, бессонницу, перемежающуюся хромоту, ночные спазмы и вазоспастические нарушения.
Одобренное ВОЗ применение циннаризина ограничено лечением вестибулярных нарушений, головокружения, профилактикой приступов мигрени и предотвращением морской болезни.
Средняя цена за 1 таблетку (25 мг действующего вещества) составляет 2 российских рубля (2022 г.).

## Фармакологическое действие
Селективный блокатор медленных кальциевых каналов (БМКК), снижает поступление в клетки ионов Ca2+ и уменьшает их концентрацию в депо плазмалеммы, снижает тонус гладкой мускулатуры артериол, усиливает вазодилатирующее действие углекислого газа. Непосредственно влияя на гладкую мускулатуру сосудов, уменьшает их реакцию на биогенные вещества (эпинефрин, норэпинефрин, дофамин, ангиотензин, вазопрессин). Обладает сосудорасширяющим эффектом (особенно в отношении сосудов головного мозга), не оказывая существенного влияния на артериальное давление. Проявляет умеренную антигистаминную активность, уменьшает возбудимость вестибулярного аппарата, понижает тонус симпатической нервной системы. Эффективен у больных с латентной недостаточностью мозгового кровообращения, начальным атеросклерозом сосудов мозга и хроническими заболеваниями сосудов мозга с постинсультными очаговыми симптомами.

## Фармакокинетика
Время достижения максимальной концентрации (TCmax) после приема внутрь составляет 1—3 ч., связь с белками плазмы — 91 %.
Полностью метаболизируется в печени (посредством дезалкилирования). Период полувыведения (T1/2) — 4 ч.
Выводится в виде метаболитов: 1/3 — почками и 2/3 — с каловыми массами.

## Особые указания
В начале лечения следует воздерживаться от приема этанола.
В связи с наличием антигистаминного эффекта циннаризин может повлиять на результат при антидопинговом контроле спортсменов (ложноположительный результат), а также нивелировать положительные реакции при проведении кожных диагностических проб (за 4 дня до исследования лечение следует отменить).
При длительном применении рекомендуется проведение контрольного обследования функции печени, почек, картины периферической крови.
Женщинам, принимающим циннаризин, не рекомендуется кормление грудью.
Пациентам, страдающим болезнью Паркинсона, следует назначать только в тех случаях, когда преимущества от его назначения превышают возможный риск ухудшения состояния.
В период лечения необходимо соблюдать осторожность при вождении автотранспорта и занятии др. потенциально опасными видами деятельности, требующими повышенной концентрации внимания и быстроты психомоторных реакций.

## Побочные эффекты
Побочные эффекты варьируются от слабых до довольно серьезных - паркинсонизм, вызванный препаратом, сонливость, потливость, сухость во рту, головную боль, проблемы с кожей, вялость, раздражение желудочно-кишечного тракта, реакции гиперчувствительности, а также проблемы с движением, ригидность мышц и тремор. Поскольку циннаризин может вызывать сонливость и нечеткость зрения, важно, чтобы пользователи убедились, что их реакции в норме, прежде чем садиться за руль, управлять механизмами или выполнять любую другую работу, где важно внимание.
Антагонистическое воздействие циннаризина на D2-рецепторы дофамина в стриатуме приводит к симптомам депрессии, тремору, ригидности мышц, поздней дискинезии и акатизии.

## В экспериментах
Обнаружено что циннаризин дозозависимо ингибирует мишень рапамицина у млекопитающих (англ. mammalian target of rapamycin (mTOR)), причем избирательно mTOR комплекс 1 (mTORC1), но не mTOR комплекс 2  (mTORC2), что позволяет отнести циннаризин к числу ингибиторов mTOR (рапалогов) являющихся геропротекторами.

## Особые указания
Во время лечения следует соблюдать осторожность при управлении транспортными средствами и работе с машинами и оборудованием.